# Klein avondrood
Het klein avondrood (Deilephila porcellus) is een vlinder uit de familie van de pijlstaarten (Sphingidae). De spanwijdte bedraagt tussen de 45 en 51 millimeter.
De vlinder komt voor in Europa, Noord-Afrika en West-Azië. De vliegtijd loopt van mei tot en met juli.
Waardplanten van de vlinder zijn voornamelijk soorten uit de geslachten Galium en Epilobium.
De rups van het klein avondrood, die ook wel olifantsrups wordt genoemd, heeft grote opvallende oogvlekken, die bij gevaar getoond worden en daarbij wordt de kop ingetrokken, waardoor de rups nog angstaanjagender lijkt. Tevens trilt en schudt de rups daarbij met zijn lijf.